# NK Bonifika Izola - sezona 2008/2009

## 1.krog
| 10. avgust 2008 | Bonifika Izola                                           | 4 – 2 | Zagorje                    | Stadion: Mestni stadion Izola, Izola Gledalcev: 600 Sodnik: Jeneš Boris |
| 10. avgust 2008 | Pepelko 15' Ostojič 34' Bogatinov 73' Hadžimuratovič 90' |       | Marič 61' Vozel 86 / 11-m' | Stadion: Mestni stadion Izola, Izola Gledalcev: 600 Sodnik: Jeneš Boris |

## 2. krog
| 17. avgust 2008 | Mura 05                | 2 – 1 | Bonifika Izola | Stadion: Mestni stadion Fazanerija, Murska Sobota Gledalcev: 800 Sodnik: Glažar Roman |
| 17. avgust 2008 | Šnajder 42' Fajfar 53' |       | Bogatinov 33'  | Stadion: Mestni stadion Fazanerija, Murska Sobota Gledalcev: 800 Sodnik: Glažar Roman |

## 3, krog
| 24. avgust 2008 | Bonifika Izola                                                                | 6 – 1 | MU Šentjur | Stadion: Mestni stadion Izola, Izola Gledalcev: 600 Sodnik: Horvat Tomislav |
| 24. avgust 2008 | Pepelko 35' Jakomin S. 42' Ostojič 43' Brajič 56' Bogatinov 63' Bogatinov 83' |       | Drobne 28' | Stadion: Mestni stadion Izola, Izola Gledalcev: 600 Sodnik: Horvat Tomislav |

## 4. krog
| 31. avgust 2008 | Bela krajina | 1 – 0 | Bonifika Izola | Stadion: Stadion ŠRC Loka, Črnomelj Gledalcev: 400 Sodnik: Klinc Drago |
| 31. avgust 2008 | Žagar 40'    |       |                | Stadion: Stadion ŠRC Loka, Črnomelj Gledalcev: 400 Sodnik: Klinc Drago |

## 5. krog
| 7. september 2008 | Bonifika Izola                                          | 5 – 1 | Krško        | Stadion: Mestni stadion Izola, Izola Gledalcev: 400 Sodnik: Klinc Drago |
| 7. september 2008 | Bogatinov 11' Lečić 18' Lečić 52' Škrbina 60' Kapun 87' |       | Drnovšek 92' | Stadion: Mestni stadion Izola, Izola Gledalcev: 400 Sodnik: Klinc Drago |

## 6. krog
| 14. september 2008 | Olimpija | 1 – 1 | Bonifika Izola | Stadion: Športni park, Ljubljana Gledalcev: 800 Sodnik: Klinc Drago |
| 14. september 2008 | Čeh 53'  |       | Bogatinov 77'  | Stadion: Športni park, Ljubljana Gledalcev: 800 Sodnik: Klinc Drago |

## 7. krog
| 21. september 2008 | Bonifika Izola               | 2 – 2 | Triglav Gorenjska      | Stadion: Mestni stadion Izola, Izola Gledalcev: 300 Sodnik: Glažar Roman |
| 21. september 2008 | Božič 24' Hadžimuratovič 88' |       | Marčeta 10' Burgar 74' | Stadion: Mestni stadion Izola, Izola Gledalcev: 300 Sodnik: Glažar Roman |

## 8. krog
| 28. september 2008 | Aluminij                                       | 4 – 2 | Bonifika Izola          | Stadion: Športni park, Kidričevo Gledalcev: 150 Sodnik: Balažič Dejan |
| 28. september 2008 | Tiganj 49' Ihbeisheh 53' Djokić 62' Tiganj 72' |       | Jakomin 29' B.Božič 86' | Stadion: Športni park, Kidričevo Gledalcev: 150 Sodnik: Balažič Dejan |

## 9. krog
| 5. oktober 2008 | Bonifika Izola | 0 – 1       | Livar Iv. Gorica | Stadion: Mestni stadion Izola, Izola Gledalcev: 200 Sodnik: Mertik Bojan |
| 5. oktober 2008 |                | Katelic 10' |                  | Stadion: Mestni stadion Izola, Izola Gledalcev: 200 Sodnik: Mertik Bojan |

## 10. krog
| 12. oktober 2008 | Zagorje | 0 – 3                                     | Bonifika Izola | Stadion: Mestni stadion Zagorje, Zagorje Gledalcev: 200 Sodnik: Perič Dragoslav |
| 12. oktober 2008 |         | Pepelko 45' Peroša 75' Hadžimuratovič 85' |                | Stadion: Mestni stadion Zagorje, Zagorje Gledalcev: 200 Sodnik: Perič Dragoslav |